# Тяжёлые крейсера типа «Адмирал Хиппер»
Тяжёлые крейсера типа «Адмирал Хиппер» — тип тяжёлых крейсеров, входивших в состав Кригсмарине в годы Второй мировой войны. Всего было построено 3 единицы: «Адмирал Хиппер» (Admiral Hipper), «Блюхер» (Blücher) и «Принц Ойген» (Prinz Eugen). Ещё 2 корабля («Зейдлиц» (Seydlitz) и «Лютцов» (Lützow)) остались недостроенными, причём «Зейдлиц» с осени 1942 г. находился на переоборудовании в авианосец, а «Лютцов» в 1940 году продан СССР как «Петропавловск», отбуксирован в Ленинград для достройки, которая завершена не была.

## История создания
В 1922 году было подписано Вашингтонское соглашение об ограничении морских вооружений, ограничившее водоизмещение кораблей класса крейсер 10 000 тонн, а калибр их артиллерии — 203 мм. После этого в составе флотов Великобритании, Франции, США, Японии, Италии начали появляться корабли, чьи ТТХ были «подогнаны» под эти характеристики (т. н. «Вашингтонские крейсера»).
Официально Германия, скованная рамками Версальского договора, не принимала участия во всех «крейсерских гонках». В 1920-х был разработан проект океанских рейдеров типа «Дойчланд». «Карманные линкоры», вошедшие в строй одновременно с первыми из «вашингтонских» крейсеров, настолько превосходили их в бою, что послужили одной из причин появления более сбалансированных проектов.
С приходом к власти национал-социалистов работы по поэтапному наращиванию военно-морских сил и созданию большого флота получили новый импульс. Работы над крейсерами с 203-мм артиллерией были начаты в 1933 году. Предполагалось создать корабль, способный действовать как в составе флота, так и в качестве рейдера — истребителя торговли, и в то же время, не уступающий по вооружению и защите французскому тяжёлому крейсеру «Альжери». Кроме того, он должен был иметь скорость, позволяющую уйти от находившихся в постройке французских линейных крейсеров типа «Дюнкерк».
8 203-мм орудий, скорость в 32 узла и запас топлива на 12 000 миль 15-узловым ходом предполагалось вместить в водоизмещение в 9000-10 000 тонн. Становилось ясным, что придётся пожертвовать некоторыми из характеристик для того, чтобы «уложиться» в заданное водоизмещение. Предложение о переходе на 150-мм артиллерию главного калибра успеха не имело, так как установка 12 150-мм пушек вместо 8 203-мм давала экономию веса в лучшем случае 550 тонн, чего было недостаточно. Кроме того, при установке более лёгких орудий резко снижались параметры бронепробиваемости. В мае 1934 года состоялось совещание под председательством адмирала Редера (будущего главнокомандующего Кригсмарине), на котором обсуждались преимущества и недостатки 190-мм и 203-мм калибров. В итоге было принято решение о большей целесообразности второго из вариантов.
Несмотря на то, что Германия официально не была связана ограничением водоизмещения в 10 000 тонн, так как не подписывала Вашингтонский договор (будучи при этом связанной гораздо более жёстким Версальским договором), превышать этот предел первоначально не планировалось, преимущественно по политическим мотивам.
В 1934 году обсуждался и тип энергетической установки будущих тяжёлых крейсеров. Чрезвычайно удачно выбранные для «карманных линкоров» дизели, обеспечившие им огромную дальность плавания, не вполне подходили в качестве единственных машин для крейсеров из-за сильной вибрации, мешавшей, в частности, действию приборов управления огнём.
Поэтому для более скоростных крейсеров предлагалось промежуточное решение: дизельная установка для экономического хода и паровые турбины — для полного хода в бою. Однако эта схема имела недостатки при совместных действиях разных типов кораблей. Лёгкие крейсера германского флота могли развивать скорость не более 13 узлов на дизелях экономического хода и поэтому не могли двигаться в одном строю с более скоростными дизельными кораблями типа «Дойчланд». Такого рода недостатки не важны при действиях одиночных кораблей в открытом океане, но при эскадренных действиях существенны. Поэтому было принято оказавшееся впоследствии опрометчивым решение об установке на новые тяжёлые крейсера чисто паротурбинной энергетической установки на паре высоких параметров (учитывались такие положительные качества паротурбинной ЭУ, как большая надёжность, простота в обучении персонала, меньшая длина валопроводов и пр.).
В конце 1934 года адмирал Редер утвердил окончательные характеристики «крейсера в 10 000 тонн», осознавая при этом, что это водоизмещение будет значительно превышено. Попытки ограничения водоизмещения имели место, о чём, в частности, свидетельствует уменьшение брони пояса до 80 мм, причем лишь в центральной части (70 мм в корме и только 40 мм в носу).
30 октября 1934 года фирме «Дойче Верке» в Киле был выдан официальный заказ на головной корабль серии, «крейсер Н» — «Эрзац Гамбург» (замена крейсера «Гамбург»). Одновременно верфь «Блом унд Фосс» в Гамбурге получила заказ на вторую единицу, «крейсер G» — «Эрзац Берлин» (замена крейсера «Берлин»).
16 марта 1935 года Версальский договор был официально денонсирован Германией. В этом же году было заключено Англо-германское морское соглашение, по которому Германия имела право довести свои морские силы до 35 % от английских в каждой из категорий боевых судов. Таким образом, Германия получала возможность построить крейсера с 203-мм пушками в пределах 51000 тонн.
В апреле 1935 года, ещё до подписания англо-германского соглашения, началась детальная проработка чертежей нового крейсера. В конце года флот заказал третий корабль — крейсер «J». При формальном водоизмещении 10 000 тонн в пределах, отпущенных англо-германским соглашением, можно было заложить ещё два крейсера. В июне 1936 года произошло утверждение начала постройки ещё двух больших крейсеров («К» и «L»), аналогичных первой тройке, но вооруженных 12 150-мм орудиями. Тем самым демонстрировалась «добрая воля» в ограничении числа немецких тяжелых крейсеров. В июле последовал заказ как на сами корабли, так и на башни и орудия к ним. Особым требованием предлагалось спроектировать основания башен таким образом, чтобы они имели тот же диаметр, что и двухорудийные 203-мм установки тяжелых крейсеров, что при первом же удобном случае позволило бы осуществить замену трехорудийных 150-мм башен на двухорудийные 203-мм (аналогичная операция была проделана японцами на лёгких крейсерах типа «Могами»). Уже в 1937 году, ещё до закладки крейсеров «К» и «L» решили строить их в качестве тяжелых крейсеров, хотя разработка новых трехорудийных 150-мм установок продолжалась до 1941 года.
Головной крейсер, будущий «Адмирал Хиппер», был заложен 6 июля 1935 года на верфи «Блом унд Фосс» в Гамбурге. 15 августа этого же года фирма «Дойче Верке» начала постройку второго корабля, будущего «Блюхера». В апреле 1936 года на верфи Круппа «Германия» состоялась закладка третьего, будущего крейсера «Принц Ойген». Два дополнительных корабля, «Зейдлиц» и «Лютцов», заказали фирме «Дешимаг» в Бремене, где они и были заложены соответственно в декабре 1936-го и в августе 1937 года.
«Адмирал Хиппер» был спущен на воду 6 февраля 1937 года, вступил в строй 29 апреля 1939 года, «Блюхер» соответственно 8 июня 1937 и 20 сентября 1939 года. «Принц Ойген» спущен на воду 22 августа 1938 года и принят флотом 1 августа 1940 года. Таким образом, лишь один из тяжёлых крейсеров проекта вступил в строй до начала Второй мировой войны. Ещё два корабля пополнили ряды флота в военное время. Два последних корабля, достраивавшихся, как и первые три, с 203-мм артиллерией, закончены постройкой не были. «Зейдлиц» проходил переоборудование в авианосец (не завершено), а «Лютцов» в феврале 1940 года был продан Советскому Союзу в недостроенном виде, отбуксирован в мае в Ленинград для достройки, которая также завершена не была.

## Конструкция

### Корпус и архитектура
Форма корпуса кораблей типа «Адмирал Хиппер» напоминала примененную на лёгком крейсере «Лейпциг» — с булями, выраженной бульбовой оконечностью и внутренним поясом, включенным в обеспечение общей прочности. Первоначально крейсера имели почти вертикальный форштевень (наибольшая длина 202,8 м), но после испытаний на «Хиппере» его заменили на клиперный, остальные достраивались в изменённом виде.

### Энергетическая установка
Силовые установки на паре высоких параметров отличались низкой надежностью и неэкономичностью, что существенно снижало дальность плавания. На «Хиппере» стояли котлы системы Ла-Монта (80 атмосфер) и ТЗА «Blohm und Voss», на «Блюхере» — котлы Вагнера с естественной циркуляцией (70 атмосфер) и ТЗА «Blohm und Voss», на «Принце Ойгене» — котлы Ла-Монта (70 атмосфер) и ТЗА «Brown-Boveri», на недостроенных «Зейдлице» и «Лютцове» — котлы Вагнера с принудительной циркуляцией (60 атмосфер), причем их число было уменьшено до девяти, и ТЗА «Wagner-Deschimag».

### Бронирование
Броневой пояс высотой 2,75 м и толщиной 80 мм имел наклон в 12,5° наружу, прикрывая около 70 % длины корабля, и замыкался 80-мм траверсами. В носу пояс имел высоту 3,85 м и толщину 40 мм, утончаясь к форштевню до 20 мм; в корме, соответственно, 2,75 м и 70 мм, замыкаясь 70-мм траверсом. Горизонтальную защиту обеспечивали 30-мм верхняя и 30-мм нижняя палубы. Последняя имела 50-мм скосы, соединявшиеся с нижней кромкой пояса. Барбеты имели 80-мм толщину по всей высоте; башни: 160-мм лоб, 105-мм наклонную лобовую плиту, 80-мм наклонные боковые плиты, 70-мм крышу и стенки.

### Вооружение
Главный калибр крейсеров составляли 8 203-мм орудий SkL/60 Mod.C 34, расположенных по традиционной «линкорной» схеме: в 4 двухорудийных башнях, по 2 в носу и в корме. Орудия придавали 122-кг снаряду начальную скорость 925 м/сек. Имелось 4 основных типа снарядов: бронебойные, полубронебойные, фугасные и осветительные.
Зенитное вооружение состояло из 6 двухорудийных 105-мм установок С/31 (LC/31), что обеспечивало огонь из 6 стволов в любом секторе. Установки имели стабилизацию в трех плоскостях — отличие, которым не обладал ни один из зарубежных крейсеров, а также дистанционную систему наведения из постов управления зенитным огнём. Легкая зенитная артиллерия состояла из 37-мм и 20-мм автоматов. 37-мм пушки модели SKC/30 фирмы «Рейнметалл» размещались в спаренных стабилизированных установках с гиростабилизацией и ручным управлением. Состав зенитного вооружения на разных кораблях серии неоднократно менялся в ходе войны. По мощи тяжелого зенитного вооружения (двенадцать 105-мм орудий) соревноваться с ними могли только американские крейсера начиная с «Балтимора».
Торпедное вооружение крейсеров состояло из 4 трёхтрубных торпедных аппарата калибра 533 мм, стрелявших торпедами модели G7a.
Первые два корабля серии несли по 3 гидросамолета: два в одиночных ангарах и один — на катапульте. На тяжелых крейсерах устанавливалась катапульта завода «Дойче Верке» модели FL-22, имевшая угол поворота примерно 30 градусов на борт. «Принц Ойген» принимал 4 гидросамолета вместо 3, а также имел закрытые посты управления на торпедных аппаратах.

### Системы управления огнём
Система управления огнём на тяжёлых крейсерах типа «Адмирал Хиппер» была чрезвычайно развитой. Имелось три основных поста управления огнём главного калибра, расположенных на верху башенноподобной носовой надстройки, перед ней и на кормовой надстройке, а также два поста для управления стрельбой ночью -носовой и кормовой. Система наведения зенитной артиллерии включала 4 дальномерных поста и 2 главных поста управления огнём с 4 компьютерами, разделенных на две полностью дублирующих друг друга группы -носовую и кормовую. Посты целеуказания торпедной стрельбы с телескопическими прицелами располагались по обе стороны от поста ночного управления кораблем на носовом мостике, а КДП торпедной стрельбы — в бронированной носовой (два) и в кормовой рубке (один). Вычислительное устройство (автомат торпедной стрельбы) помещалось у кормовой переборки главного поста управления стрельбой. В глубине корабля располагался вычислительный центр торпедной стрельбы. Торпедные аппараты имели дистанционное управление, а залп можно было произвести из любого директора.
Такого рода развитая система управления огнём «линкорного» типа в полном объёме никогда не использовалась, однако съедала значительную долю водоизмещения.

### Радиоэлектронное оборудование
Пассивная система гидролокации «NHG» использовалась в основном для навигационных целей, другая система, «GHG», также пассивного типа, была более эффективной и применялась в основном для обнаружения подводных лодок, хотя неоднократно с её помощью «засекались» и выпущенные по кораблю торпеды. Крейсера имели и активную систему «S», по принципу действия и эффективности аналогичную британскому «асдику». Она также позволяла в определённых условиях обнаруживать даже такие небольшие предметы, как, например, мины.
В начале 1940 года на «Адмирале Хиппере» и «Блюхере» были установлены антенны системы радиолокации «FuMo 22», работавшей на длине волны 0,8 м. «Хиппер» после модернизации 1941 года оснастили радаром «FuMG 40G» на двух КДП — главном и кормовом. «Принц Ойген» по вступлении в строй получил 2 локатора типа «FuMo 27» на верхнем и кормовом КДП главного калибра. В 1942 году на нём установили радар «FuMo 26», а к концу войны он имел помимо этого радара ещё один, модели «FuMo 25», а также старый «FuMo 23» и радиолокатор «FuMo 81».
Германские радары отличались большими прямоугольными решетчатыми антеннами, придававшими крейсерам внушительный вид, однако их характеристики оставались невысокими.

### Модернизации
Большая часть модернизаций военного времени пришлась на крейсера «Адмирал Хиппер» и «Принц Ойген», так как «Блюхер» погиб в апреле 1940 года при вторжении в Норвегию. В основном они затрагивали зенитное вооружение и средства радиолокационного обнаружения.

## Список кораблей типа[2][3]
| Название                          | Название в период постройки   | Верфь-строитель                               | Дата закладки   | Дата спуска на воду | Дата вступления в состав флота | Дата вывода из состава флота/гибели | Судьба |
| --------------------------------- | ----------------------------- | --------------------------------------------- | --------------- | ------------------- | ------------------------------ | ----------------------------------- | --- |
| «Адмирал Хиппер» (Admiral Hipper) | Kreuzer «H», «Ersatz Hamburg» | Deutsche Werke, Киль                          | 6 июля 1935     | 6 февраля 1937      | 29 апреля 1939                 | 3 мая 1945                          | Уничтожен в доке во время налета британской авиации на Киль |
| «Блюхер» (Blücher)                | Kreuzer «G», «Ersatz Berlin»  | Blohm + Voss, Гамбург                         | 15 августа 1936 | 8 июня 1937         | 20 сентября 1939               | 9 апреля 1940                       | Потоплен норвежскими береговыми артиллерийскими и торпедными батареями в Осло-фьорде |
| «Принц Ойген» (Prinz Eugen)       | Kreuzer «J»                   | Deutsche Werke, Киль                          | 23 апреля 1936  | 22 августа 1938     | 1 августа 1940                 | 1945                                | По репарациям передан США как IX-300, в 1946 г. потоплен при испытаниях атомной бомбы на атолле Бикини |
| «Зейдлиц» (Seydlitz)              | Kreuzer «K»                   | DeSchiMAG, Бремен                             | 29 декабря 1936 | 19 января 1939      | Не достроен                    | 29 января 1945                      | С осени 1942 г. находился на переоборудовании в авианосец, затоплен в Кёнигсберге в недостроенном виде |
| «Лютцов» (Lützow)/«Петропавловск» | Kreuzer «L»                   | DeSchiMAG, Бремен Балтийский завод, Ленинград | 2 августа 1937  | 1 июля 1939         | Не достроен                    | -                                   | 11 февраля 1940 продан СССР как «Петропавловск», 31 мая 1940 отбуксирован в Ленинград для достройки, которая завершена не была. Во время Великой Отечественной войны использовался как плавучая батарея при обороне Ленинграда. |